# Râul Gherteamoș
Râul Gherteamoș este un afluent al râului Bega. 

## Hărți
- Harta județului Timiș